# San Lorenzo Nuovo
San Lorenzo Nuovo ist eine italienische Gemeinde in der Provinz Viterbo in der Region Latium mit 2017 Einwohnern (Stand 31. Dezember 2023). Sie liegt 120 Kilometer nordwestlich von Rom.

## Geographie
San Lorenzo Nuovo liegt in den Monti Volsini zwischen dem Bolsenasee und der Grenze zur Toskana.

## Geschichte
San Lorenzo alle Grotte, der Vorgängerort, lag früher auf halber Höhe zwischen Bolsenasee und der ihn umgebenden Hügelkette, dem Rand der Caldera. Entsprechend einer Überlieferung soll Papst Hadrian V. das Dorf 1157 gegründet haben.
Mitte des 18. Jahrhunderts ereignete sich im alten San Lorenzo eine Malariaepidemie, die weniger als 400 Personen überlebten. Daraufhin beschloss man die Umsiedlung des Dorfes auf einen Hügel, der etwa vier Kilometer entfernt vom alten Ort liegt. Man nahm an, dass die Krankheit durch stickige Luft entstanden sei und da an der neuen Stelle hoch über dem See meist ein frischer Nordwind weht, wurde der Ort dort neu erbaut. In einer anderen Erklärung soll die Luft wegen einiger Teiche, in denen Hanf verarbeitet wurde, ungesund geworden sein. Weiterhin soll die Erosion der Tuffschicht, auf denen die Gebäude errichtet worden waren, ihre Standsicherheit gefährdet haben.
Beauftragt wurde der römische Architekt Francesco Navone, der den neuen Ort San Lorenzo Nuovo (Nuovo: das Neue) geometrisch anlegte. Er entwarf ihn mit einem zentralen oktogonalen Platz mit der neuen Pfarrkirche und Häusern mit zwei unterschiedlichen Wohnungsmustern. Im Jahr 1774 erfolgte die Grundsteinlegung und bereits 1778 begann die Umsiedlung. Die Gebäude des alten Orts wurden abgerissen und niedergebrannt, die Rückkehr der Bevölkerung sollte verhindert werden. Daher gibt es kaum noch Spuren des alten San Lorenzo mehr.

## Bevölkerung
| Jahr | Bevölkerung |
| ---- | ----------- |
| 1871 | 1492        |
| 1901 | 1699        |
| 1921 | 1992        |
| 1951 | 2106        |
| 1971 | 2003        |
| 1991 | 2059        |
| 2001 | 2067        |

## Politik
Seit dem 26. Mai 2014 ist Massimo Bambini Bürgermeister, er wurde am 26. Mai 2019 wiedergewählt.

## Kulinarische Spezialitäten
Mitte August findet jährlich die Sagra degli Gnocchi San Lorenzo Nuovo (Kartoffelnudel-Fest) statt, welche zahlreiche Besucher anlockt.

## Söhne und Töchter des Ortes
- Lorenzo Cozza (31. März 1654 – 19. Januar 1729), Kardinalpriester von S. Maria in Aracoeli
- Vincenzo Monachino (6. Februar 1910 – 11. September 2000), Jesuit und Kirchenhistoriker